# Новелти (Мисури)
Новелти (енгл. Novelty) град је у америчкој савезној држави Мисури.

## Демографија
По попису из 2010. године број становника је 139, што је 20 (16,8%) становника више него 2000. године.
| Група             | 2000.        | 2010.       |
| Белци             | 119 (100,0%) | 133 (95,7%) |
| Афроамериканци    | 0 (0,0%)     | 1 (0,7%)    |
| Азијати           | 0 (0,0%)     | 1 (0,7%)    |
| Хиспаноамериканци | 0 (0,0%)     | 1 (0,7%)    |
| Укупно            | 119          | 139         |